# Lepthercus dregei
Lepthercus dregei là một loài nhện trong họ Nemesiidae.
Lepthercus dregei được miêu tả năm 1902 bởi Purcell.